# أحزاب سياسية في المغرب
تتنوع التشكيلات السياسية في المغرب وتتوزع الخريطة إلى ألوان وأحزاب بعضها قديم عاصَر استقلال البلاد وبعضها جديد تولد عن تطورات سياسية أو أفرزته عوامل اجتماعية أو انشقاقات حزبية.
معظم الأحزاب السياسية هي أحزاب علمانية. يمنع قانون الأحزاب السياسية تأسيس الأحزاب على أسس دينية أو لغوية أو عرقية أو جهوية. تطبيق القانون لا زال يواجه صعوبة تطبيقه على الإسلاميين بسبب الدستور الذي ينص على أن الإسلام هو الدين الرسمي للدولة.

## الكتلة الديمقراطية
تضم سبعة أحزاب جمعتها المعارضة في وقت سابق، وتشكل في الوقت الراهن الحكومة وأكبر عدد من النواب في البرلمان (102 من أصل 325 نائبا). وأحزاب الكتلة هي:
1. الاتحاد الاشتراكي للقوات الشعبية (USFP)
وهو حزب اشتراكي تأسس عام 1975، وقد انفصلت الجماعة المؤسسة له عن الاتحاد الوطني للقوات الشعبية (الذي انشق قبل ذلك عن حزب الاستقلال). ظل الاتحاد الاشتراكي قطب رحى المعارضة في المغرب لمدة طويلة، بل أصبح القوة السياسية المغربية الأولى مع بداية التسعينيات. وقد كان فوزه في الانتخابات التشريعية يوم 14 نوفمبر/تشرين الثاني 1997 بنسبة 13.9% من الأصوات (أي 57 من مجموع مقاعد مجلس النواب المغربي) سببا في تعيين الملك للكاتب العام للحزب رئيسا للوزراء منذ 5 فبراير 1998.
2. حزب الاستقلال (PI)
حزب وطني محافظ من أقدم الأحزاب المغربية، يشكل امتدادا لحركة التحرير، شارك الحزب في حكومات متعاقبة في الستينيات والسبعينيات والثمانينيات، ثم دخل تحالف أحزاب المعارضة إلى جانب الاتحاد الاشتراكي للقوات الشعبية. أصبح في الانتخابات التشريعية التي جرت يوم 14 نونبر 1997 ثاني أكبر حزب سياسي مغربي بحصوله على نسبة 13.2% من الأصوات (أي 32 من مجموع مقاعد مجلس النواب المغربي). دخل الحزب حكومة عبد الرحمن اليوسفي في فبراير 1998، ومنذ ذلك العام أصبح رئيسه عباس الفاسي خلفا لمحمد بوسته مما أعطى الحزب دماً شبابيّاً قد يجدد من هياكله. ترأسه علال الفاسي حتى وفاته عام 1972 ثم ترأسه محمد بوسته حتى 1998 ليشغل عباس الفاسي بعد ذلك منصب رئيس الحزب حتى الانتخابات 2012 التي فاز فيها حميد شباط بمنصب الأمين العام للحزب.
3. حزب التقدم والاشتراكية (PPS)
حزب يساري تم الاعتراف به يوم 23 غشت 1974، وهو وريث الحزب الشيوعي المغربي الذي أسس عام 1943. قاد علي يعته منذ 1946 الحزب حتى وفاته المفاجئة عام 1997 ليصبح إسماعيل العلوي رئيسه (تنازع إسماعيل العلوي والخياري التهامي زعامة الحزب فحسمت لصالح العلوي، فأسس الخياري جبهة القوى الديمقراطية عام 1997). ومنذ عام 1995 تخلى حزب التقدم والاشتراكية عن النهج الشيوعي، وقد حصل في انتخابات 14 نونبر 1997 على 17 من مقاعد مجلس النواب المغربي (كان هذا الحزب أصلا الحزب الشيوعي المغربي منذ 1943 ثم سمي حزب التحرر والاشتراكية عام 1969 ثم حزب التقدم والاشتراكية عام 1974).
4. منظمة العمل الديمقراطي الشعبي
حزب يساري صغير أسسه محمد بن سعيد آيت يدر يوم 1 يناير 1983 ، وهو في الأصل امتداد لـ «حركة 23 مارس» (ذات التوجه الماركسي اللينيني). وقد حصلت المنظمة على 8% من الأصوات أي أربعة من مقاعد مجلس النواب المغربي يوم 14 نونبر 1997. ومع أن المنظمة تساند حكومة اليوسفي فإنها غير ممثلة في الجهاز التنفيذي. ورئيسها هو محمد بن سعيد (عرفت المنظمة في منتصف التسعينيات انقساما جذريا بين تيارين داخليين أحدهما بزعامة محمد بن سعيد الذي ظل محتفظا باسم المنظمة والثاني بزعامة عيسى الورديغي الذي أسس عام 1996 الحزب الاشتراكي الديمقراطي). وقد اتحدت المنظمة في منتصف يوليوز 2002 مع ثلاثة أحزاب يسارية هي الحركة من أجل الديمقراطية والديمقراطيون المستقلون والفعاليات اليسارية المستقلة، مشكلة ما أصبح يعرف بـ «الحزب الاشتراكي الموحد».
5. الاتحاد الوطني للقوات الشعبية
هو حزب كبير غير ممثل في مجلس النواب، انشق في بداية تأسيسه عن حزب الاستقلال سنة 1959. أسسه المهدي بن بركة وعبد الرحيم بوعبيد ومحمد بصري. وقد تأثر بانفصال جناحه اليساري الذي أسس الاتحاد الاشتراكي للقوات الشعبية سنة 1974.

## الأحزاب ذات مرجعية إسلامية
تضم ثلاثة أحزاب
1. حزب العدالة والتنمية (PJD)
حزب العدالة والتنمية حزب سياسي يسعى، انطلاقا من المرجعية الإسلامية وفي إطار الملكية الدستورية القائمة على إمارة المؤمنين، إلى الإسهام في بناء مغرب حديث وديمقراطي، ومزدهر ومتكافل.. مغرب معتز بأصالته التاريخية، ومسهم إيجابيا في مسيرة الحضارة الإنسانية، حيث يعمل على تأطير المواطنين والمشاركة في تدبير الشأن العام وترسيخ قيم الاستقامة والحرية والمسؤولية والعدالة والتكافل من خلال منهج سياسي مرتكز على الالتزام والشفافية والتدرج وإشراك المواطنين والتعاون مع مختلف الفاعلين، ساعيا إلى تمثل ذلك عبر ممارسته اليومية وبرامجه النضالية، وواضعا المصالح الوطنية العليا فوق كل اعتبار.
العدالة والتنمية: عدالة تتكافؤ فيها الفرص.. وتنمية تتعدى المفهوم المادي
اختار حزب العدالة والتنمية اسم «العدالة والتنمية» انطلاقا من الشعار الذي رفعه خلال الحملة الانتخابية لاستحقاقات 1997 وهو «من أجل نهضة شاملة: أصالة، عدالة، تنمية».. ففي أكتوبر من سنة 1998، وخلال انعقاد دورة عادية للمجلس الوطني للحزب، تقرر تغيير اسم الحزب من «الحركة الشعبية الدستورية الديمقراطية» إلى الاسم الجديد حزب «العدالة والتنمية».. ليعكس، كما عكس اسمه السابق «الحركة الشعبية الدستورية الديمقراطية» المرحلة السياسية التي أطرت الحياة السياسية عقب استقلال البلاد والتي كانت خلالها تطلعات الشعب المغربي وفي طليعته الأحزاب الوطنية تصبو للحرية وللمشاركة السياسية وترفض الهيمنة والإقصاء، خاصة فيما عرفته البلاد في مرحلة من المراحل من اختلالات سياسية ومؤسساتية وعلى رأسها عدم احترام مقتضيات الدستور وغياب الديمقراطية. ففي الوقت الذي احتفظ الحزب فيه باسمه «الحركة الشعبية» تأكيدا لجذورها التاريخية والتحامها مع الشعب المتطلع للحرية، أضافت له بعدين جديدين هما «الدستورية» إيمانا منها بأهمية استقرار البلاد وضرورة دعم مؤسساتها الدستورية محذرة مما قد ينتج عن ارتباكها أو ضعفها من أشكال الديكتاتورية التي بدت بعض بوادرها واضحة فيما عرفه المغرب في بداية الاستقلال من أحداث رهيبة.. و«الديمقراطية» منهجا للحزب في التسيير والتدبير الداخلي، ومطلبا ملحا للخروج بالمغرب من حالة الاختناق السياسي التي كان يعيشها.. ونظرا لما عرفته الساحة السياسية منذ ذلك الوقت من انشقاقات داخل العديد من الأحزاب المغربية وإنشاء أحزاب جديدة تحمل أسماء شبيهة بسابقاتها مما يشكل تشويشا ولبسا لدى المتتبعين والرأي العام عموما، حيث إن هذا الأمر لم يسلم منه الحزب وعانى منه مبكرا، دفع به إلى طرح مسألة تغيير اسمه خلال عدة لقاءات ومناسبات إلا أن ظروفا صعبة مر منها الحزب لم تمكنه من عقد مؤتمره الوطني حالت دون تحقيق هذه الرغبة.. وتجنبا لمزيد من اللبس والخلط الذي عانى منه الحزب عبر تاريخه الطويل، ورغبة في المزيد من الحضور المتميز والتعبير الدقيق عن المرحلة التاريخية التي يجتازها المغرب والأمة الإسلامية عموما، حيث عمت الصحوة الإسلامية المباركة أرجاء المعمور ونال منها بلدنا نصيبه والحمد لله، والتي كان من الطبيعي أن يتفاعل معها هذا الحزب بعد أن وجد في مبادئها ومنطلقاتها ما كان ينادي به منذ نشأته الأولى. فاجتمعت من جديد نوايا حسنة وإرادات صالحة لانطلاقة جديدة، توجت بعقد المؤتمر الاستثنائي للحزب سنة 1996 ودخول أعضاء من حركة التوحيد والإصلاح للأمانة العامة للحزب. هذا الوضع السياسي والتنظيمي الجديد أعطى زخما وروحا جديدة جعلت الحزب يتطلع لآفاق أوسع وأرحب في إطار المزيد من الحضور والتأثير في الساحة السياسية المغربية، لذلك بات من الضروري إعادة النظر في اسم الحزب وهو ما تقرر بالفعل خلال انعقاد الدورة العادية للمجلس الوطني في أكتوبر من سنة 1998 حيث اختار أعضاء المجلس الاسم الجديد وهو «حزب العدالة والتنمية», كاسم ينسجم مع الأهداف والمنطلقات والأولويات التي سطرها الحزب في ورقته المذهبية وبرنامجه الانتخابي الذي طرحه خلال الانتخابات التشريعية سنة 1997 والتي لخصها الشعار المرفوع خلال الحملة الانتخابية وهو «من أجل نهضة شاملة: أصالة، عدالة، تنمية».
أصالة/عدالة/تنمية: أصالة منسجمة مع القيم.. وعدالة شاملة.. وتنمية محورها الإنسان
1.النهضة الشاملة: حيث الإشكالية الأساسية التي تواجه المغرب هي إشكالية حضارية تتجاوز حدود الحسابات السياسية ورسم برامج التنمية الاقتصادية والاجتماعية، وقصور العديد من خطط التنمية عن صياغة مجتمع جديد قوي ومتقدم مرده إلى عدم استناد تلك الخطط إلى أسس مذهبية حضارية تستجمع شروط النهضة الشاملة على الصعيد الفكري والإنساني.
2.الأصالة: حيث تصطبغ كل مشاريع الإصلاح بالمرجعية الإسلامية وتنسجم مع القيم الثقافية والحضارية مع استيعاب واحترام الخصوصيات الثقافية واللغوية والعرقية، داخل فضاء الأخوة الإسلامية، ومع التفاعل مع عطاءات الحضارة الإنسانية والعمل على الإسهام إيجابيا في مسيرتها.
3.العدالة: تكون بين الأفراد والجماعات والمؤسسات والهيآت والمناطق والجهات تبني مجتمع تتكافؤ فيه الفرص أمام جميع المواطنين في الاستفادة من الحقوق العامة ومن خيرات البلاد وثرواتها، وفي الإسهام في المؤسسات التمثيلية والتشريعية والتنفيذية في ديمقراطية وشفافية.
4.التنمية: التي تتمحور حول الإنسان باعتباره أساس كل إصلاح منشود، فتنميته في كافة أبعاده الروحية والفكرية والسلوكية هي منطلق تحقيق التنمية الشاملة في كافة المجالات الاقتصادية والثقافية والاجتماعية، فالمواطن طاقة خلاقة تبني المجتمع وتدافع عن مصالحه، وتعمل من أجل الأمن والاستقرار، النماء والرخاء.
2.حزب البديل الحضاري
تأسس حزب البديل الحضاري بشكل غير رسمي في 22 أكتوبر 1995، حلّ حزب البديل الحضاري الإسلامي بعد أن وجهت له الاتهامات بالمشاركة في أعمال ارهابية سنة 2008 في إطار حملات أعادة للمغرب صورا من سنوات القبضة الحديدية في مواجهة المعارضة السياسية السلمية. أعلن أنه يريد إقامة «التوحيد والعدل في مجتمع يقر لله بالربوبية، ويفرده بالعبودية قولا وفعلا، وتسود فيه قيم العدل»، في السبت 11 يونيو 2005 صرح محمد الأمين الركالة المتحدث باسم الحزب الذي تم الاعتراف به الأسبوع الماضي أن «حزب البديل الحضاري الإسلامي ينهل من المرجعية الإسلامية ومن مرجعية الحكمة الإنسانية على حد سواء».
في الوقت الذي ظل فيه الموقف من مسألة الملكية في المغرب حجر عثرة بالنسبة لشريحة واسعة من الإسلاميين المغاربة أمام دخولهم المعترك السياسي، وخصوصا جماعة العدل والإحسان التي يعتبرها المراقبون الجماعة الأقوى في البلاد ينظر حزب البديل الحضاري -بزعامة مصطفى المعتصم- إلى النظام الملكي باعتباره «أداة للوحدة الوطنية».
3.حزب النهضة والفضيلة
تأسس في 25 ديسمبر 2005 هو حزب «النهضة والفضيلة» بقيادة «محمد خليدي» الأمين العام للحزب الذي يضم في عضويته أعضاء من ثلاثة أحزاب هي «الاستقلال»، و«الشورى والاستقلال»، و«التجمع الوطني للأحرار»؛ وذلك بعد خروجهم عن صفوف حزب العدالة والتنمية الذي يشكل أكبر قوة معارضة في البرلمان المغربي. وعن مرجعية الحزب أوضح خليدي أن حزب النهضة والفضيلة هو حزب وطني ديمقراطي يستمد مبادئه من الإسلام، وقال: «الديمقراطية هي مطلب أساسي لإقامة دولة القانون»، وأضاف: «في حزب النهضة والفضيلة قررنا أن تكون المرجعية الإسلامية برنامجا وليس غاية»، وينص الميثاق التأسيسي للحزب على أن «حزب النهضة والفضيلة حزب وطني ذو مرجعية إسلامية تستند على مشروع رؤية تستدعي أسئلة العصر».

## الوفاق
ويضم الأحزاب التالية:
1. الحركة الشعبية (MP)
حزب قديم حصل على الاعتراف القانوني في فبراي 1959، وقد أسسه المحجوبي أحرضان وعبد الكريم الخطيب قبل أن يختلفا عام 1966 فانقسمت الحركة على نفسها حيث احتفظ أحرضان باسم الحزب وخرج الخطيب. وفي أكتوبر 1986 انعقد المؤتمر الاستثنائي للحزب الذي أقال أحرضان ليصبح محمد العنصر رئيس الحركة الشعبية.
2. الاتحاد الدستوري (UC)
حزب يميني أسسه رئيس الوزراء السابق المعطي بوعبيد بإيعاز من القصر سنة 1983 أثناء التحضير لانتخابات 1984، وقد ترأسه بعد ذلك جلال السعيد، ثم ترأسه عبد اللطيف السملالي وأصبحت رئاسته دورية ويرأسه الآن محمد ساجد.
3. الحزب الوطني الديمقراطي المغربي (PND)
تأسس في يوليوز 1981 بزعامة محمد أرسلان الجديدي في انشقاق عرفه التجمع الوطني للأحرار. وقد اعتمد عليه القصر أثناء توليه رئاسة الحكومة لسنتين بدءا من نوفمبر/تشرين الثاني 1981. حصل على عشرة من مقاعد مجلس النواب في انتخابات 14 نونبر 1997. ومنذ وفاة أرسلان الجديدي أصبح عبد الله القادري على رأس الحزب ونائبه أطلسي حدو الذي أعطى الكثير للحزب.
4. الحركة الديمقراطية الاجتماعية
حزب وسطي أسس في ربيع 1997 برئاسة محمود عرشان في انشقاق عن الحركة الوطنية الشعبية برئاسة المحجوبي أحرضان، وحصل على 32 مقعدا في انتخابات 14 نونبر 1997.

## أحزاب الوسط
1. التجمع الوطني للأحرار (RNI)
أسسه أحمد عصمان رئيس الوزراء السابق وصهر الملك الحسن الثاني في أكتوبر 1978، وهو حزب يمين الوسط موال للقصر ويمثل البرجوازية الصناعية والتجارية وقد استقطب تلك الطبقة حيث أن 15 من أعضاء مكتبه السياسي البالغ 25 رجال أعمال. تألف عند تأسيسه من مجموعة من النواب أفرزتها انتخابات عامي 1976 و1977 وكانت تشكل أغلبية البرلمان يومها وقد بلغت 141 نائبا. حصل في انتخابات نونبر 1997 على نسبة 8% أي (46 من مقاعد مجلس النواب) وهي أكبر نسبة حصل عليها حزب في هذه الانتخابات. شارك التجمع في حكومة التناوب (التي تجمع بين أحزاب الكتلة وأحزاب الوسط) برئاسة السيد اليوسفي.
2. الحركة الوطنية الشعبية
أسسها المحجوبي أحرضان عام 1991 بعدما تمت إقالته من زعامة الحركة الشعبية في أكتوبر 1986، وتمثل 10% من الأصوات في انتخابات 14 نونبر 1997 (أي 40 مقعدا من مقاعد مجلس النواب). شاركت الحركة الوطنية الشعبية في حكومة التناوب (التي تجمع بين أحزاب الكتلة وأحزاب الوسط) برئاسة السيد اليوسفي.

## الأحزاب اليسارية المعارضة
1. النهج الديمقراطي
وهو تنظيم سياسي شيوعي يعد امتدادا تاريخيا للمنظمة المغربية «إلى الأمام»، وهي حركة «ماركسية» كانت تسعى لقلب النظام في المغرب وإقامة نظام اشتراكي لصالح الفقراء والمهمشين وقد واجهها الحسن الثاني ملك المغرب السابق بقمع شديد. والمنسق العام الآن هو مصطفى البراهمة بعد نجاح المؤتمر الوطني الثالث سنة 2012 بحيث لم تعد المنظمة تشتغل في السرية.
2. جبهة القوى الديمقراطية (FFD)
تأسست في نطاق انشقاق عرفه حزب التقدم والاشتراكية بعد وفاة زعيمه علي يعته. ويعتبر المراقبون الجبهة حزبا تقدميا يساريا يمتاز على المستوى التنظيمي بتقليص صلاحيات وفترة انتداب الكاتب العام للجبهة ومساعديه. وقد شكل الحزب مجموعتين برلمانيتين قبل انتخابات نونبر 1997. والكاتب العام للجبهة هو التهامي الخياري.
3. حزب الطليعة الديمقراطي الاشتراكي
انشق هذا الحزب عن الاتحاد الاشتراكي للقوات الشعبية عام 1991 مشكلا حزبا من أقصى اليسار، وقد نادى بمقاطعة الانتخابات يوم 14 نونبر 1997 مما أدى لسجن بعض أعضائه. ويمثل الحزب المعارضة الراديكالية للنظام ويرأسه أحمد بن جلون.
4. حزب الخضر المغربي (PGV)
تنظيم سياسي مغربي يساري حداثي يضع قضايا البيئة في مقدمة أولوياته، عقد مؤتمره التأسيسي ماي 2010. المنسق العام الدكتور محمد فارس.

## أحزاب أخرى
1. حزب العمل المغربي (PT)
أسسه عام 1974 عبد الرحمن عبد الله الصنهاجي، وظل رئيسه حتى وفاته عام 1986. شارك في جميع الاستحقاقات الانتخابية، وقد عرف خلافات داخلية من بينها محاولة إبعاد رئيسه الحالي محمد الإدريسي عام 1996. ومنذ مؤتمره الثالث المنعقد بتاريخ 18 يناير 1998 والإدريسي رئيس للحزب.
2. الحزب المغربي الليبرالي
وهو حزب ذو توجه ليبرالي يعتبر الفرد الرأسمال الأول للمجتمع وكل استثمار بدونه لا يمكن تحققه، والحزب كذلك ينطلق من مبدأ «منع المنع» وأحقية الحرية لكل الأفراد يحدد تداولها القانون؛ يطرح بخطابه الجديد إعادة لاعتبار الفرد وإرجاع ثقة الفرد في احزاب سياسية تتجاوز المصالح الضيقة الشخصية إلى مصالح أعمق وأسمى ألا وهي المصلحة الوطنية التي تنطلق من حق التساوي العادل أمام القانون وحق الجميع في الثروة الوطنية.
3. الحزب الاشتراكي الموحد
الحزب الاشتراكي الموحد حزب يساري مستقل في اختياراته وتدبيره عن أجهزة الدولة، وكل مراكز النفوذ الاقتصادي داخل المغرب وخارجه، يتبنى الاختيار الاشتراكي بكل اجتهاداته وأبعاده التحررية والديمقراطية والإنسانية، ويعتمد التعبئة والنضال الجماهيريين للدفاع عن مشروعه المجتمعي الديمقراطي وبرنامجه السياسي، وينحاز لمصالح الوطن العليا ولحقوق الكادحات والكادحين وكافة المتضررين من أوضاع الظلم المستمرة، ويدافع عن قيم الحداثة والمواطنة والتقدم العلمي والعقلانية، ويتمثل الهوية الوطنية على قاعدة الأسس المكونة لها والتي تعيش تفاعلا وتكاملا بين أبعادها المتنوعة والغنية الإسلامية والعربية والأمازيغية، كهوية منفتحة على قيم العصر التقدمية، ومبنية على التسامح والتعايش والحرية.

## أحزاب جديدة
1. حزب القوات المواطنة
حزب يميني نخبوي أسسته بعض أوساط رجال الأعمال في نونبر 2001 وعلى رأسه عبد الرحيم الحجوجي المشهور بخطاباته، ويقارنه المراقبون ببرلسكوني في إيطاليا[بحاجة لمصدر].
2. رابطة الحريات (ADL)
حزب ناشئ أسسه علي بلحاج في مارس/آذار 2002.
3. حزب الإصلاح والتنمية
أسسه عبد الرحمن الكوهن عام 2001 في إطار انشقاق عرفه التجمع الوطني للأحرار. وكان إنشاء الحزب نوعا من رفض سلطات أحمد عصمان على الحزب الوطني للأحرار.
4. حزب المؤتمر الوطني الاتحادي
تأسس في أكتوبر 2001 في انشقاق عن الاتحاد الاشتراكي للقوات الشعبية، بعدما حصل تنافر بين أمينه العام عبد الرحمن اليوسفي والأمين العام للكونفدرالية الديمقراطية للشغل نوبير الأموي (تعتبر الكنفدرالية أهم تشكيلة نقابية في المغرب وهي في الأصل جناح الاتحاد الاشتراكي للقوات الشعبية النقابي). وقد أسس هذا الحزب بعض النقابيين المنسحبين من الاتحاد الاشتراكي.
5. الاتحاد الديمقراطي
نشأ في إطار انشقاق الحركة الوطنية الشعبية التي يرأسها أحرضان عام 2001. أسسه النائب بوعزة يكن، وقد تم حله بعد اندماج اتحاد الحركات الشعبية الذي كان عضوا فيه حزب الحركة الشعبية.
6. المبادرة الوطنية للتنمية
تأسست في إطار انشقاق الحركة الوطنية الشعبية في 30 مارس 2002 ويرأسها محمد بنحمو.
7. حزب العهد
أسسه في نهاية مارس 2002 المستاؤون من الحركة الشعبية التي يرأسها محمد العنصر ومن الحركة الوطنية الشعبية التي يرأسها أحرضان، والذين لم يعجبهم الاتحاد الديمقراطي الذي يرأسه بوعزة يكن. ويرأس الحزب النقابي والنائب السابق نجيب الوزاني.
8. حزب التجديد والإنصاف
أسسه شاكر أشبهار يوم الثالث من أبريل 2002 في الفترة نفسها التي تأسست فيها الأحزاب المذكورة آنفا، وهو ريفي كمحمد مزيان ومحمد علوه.
9. حزب البيئة والتنمية
ويرأسه السيد أحمد العلمي وزير سابق للصحة، ويمثل حزب «الخضر» في المشهد السياسية المغربي تأسس في أبريل 2002 في انشقاق عن الحزب الوطني الديموقراطي.
10. حزب البديل الحضاري
في أصله حركة إسلامية كانت تحمل الاسم نفسه، أمينه العام هو مصطفى المعتصم.
11. حزب الحرية والعدالة الاجتماعية شعاره الفيل ورئيسه ميلود الموساوي.
12. حزب الأصالة والمعاصرة، تم إنشاؤه من طرف صديق الملك «الهمة» والذي استقال فيما بعد بسبب احتجاجات 20 فبراير وهو حزب يميني يحب على القصر ويتهمه معارضوه بأنه حزب إداري وجب حلّه .
13. حزب البيئة والتنمية المستدامة
14 - حزب النهضة: حزب مغربي جديد شعاره الانتخابي الذي تأسس سنة 2006، وكاتبه العام المؤسس الحالي السيد شكيب بنسودة، وله فدراليات إقليمية بجميع مدن وأقاليم المغرب
15. - الحزب الديموقراطي الأمازيغي
16 - حزب اليسار الأخضر
17 - حزب الديمقراطيين الجدد : حزب تأسس سنة 2014 رئيسه الأستاذ الجامعي والمحلل السياسي الدكتور محمد ضريف، شارك الحزب في الانتخابات التشريعية سنة 2016 دون أن يحصل على أي مقعد.

## وصلات خارجية
- الجزيرة.نت
- شعار كل الاحزاب السياسية المغربية، مع تعريف مختصر عن كل حزب
- قائمة الأحزاب السياسية في المغرب من الموقع الرسمي للمملكة المغربية

1. ↑  منع قانون الأحزاب السياسية لعام 2005 تأسيس الأحزاب على أسس دينية أو لغوية أو عرقية أو جهوية.الجزيرة نت نسخة محفوظة 03 يناير 2012 على موقع واي باك مشين.
2. ↑  "تأسيس منظمة العمل الديمقراطي الشعبي". الحزب الإشتراكي الموحد-المغرب. مؤرشف من الأصل في 2020-06-24. اطلع عليه بتاريخ 2020-06-24.